# Adolf Unger (politiker)
Adolf Fredrik Unger, född 30 april 1838 i Gunnarskogs socken, Värmlands län, död 24 september 1927 i Engelbrekts församling, Stockholm, var en svensk bruksägare och riksdagsman. 
Adolf Unger var kommunal- och landstingsman. I riksdagen var han ledamot av första kammaren 1887–1890, invald i Älvsborgs läns valkrets.
Unger var ägare till Henriksholms bruk och gods i Älvsborgs län. Han var också bosatt på herrgården Henriksholm som ligger på ön med samma namn i sjön Ånimmen. Han arrenderade i slutet av 1870-talet Gnarps masugn, grundlade såg, träsliperi och mekanisk verkstad vid Lottefors och blev 1900 verkställande direktör i Adolf Ungers industriaktiebolag. 
Unger var son till Jonas Unger (1792–1851) och hans hustru Ulrika Christina Edgren (1805–1888). Han var gift med Anna Thorell (1849–1930) och de fick åtta barn, Yngve född 1868, Johan Bernhard född 1869, amiral Gunnar Unger född 1871, Anita född 1872, direktör Adolf (Adde) Unger född 1874, Tyra född 1876, Lilly född 1880 och Elsa född 1890. Adolf Unger hade tio syskon, bland andra bröderna Anders,  Magnus och Jonas Unger. Makarna Unger är begravda på Brunskogs kyrkogård.